# No Reason to Cry
No Reason to Cry —en español: Sin razón para llorar— es el cuarto álbum de estudio del músico británico Eric Clapton, publicado por la compañía discográfica Polydor Records en agosto de 1976. El álbum, que entró en las listas de los discos más vendidos en varios países y vendió 600 000 copias a nivel mundial, fue publicado en disco compacto en octubre de 1990.

## Grabación
No Reason to Cry fue grabado en los estudios Shangri-La, propiedad de The Band, en marzo de 1976, y contó con la colaboración de los miembros del grupo: Rick Danko coescribió y cantó con Clapton en «All Our Past Times». Además, incluyó un dúo con Bob Dylan en el tema «Sign Language». Las notas del recopilatorio The Bootleg Series Volumes 1–3 (Rare & Unreleased) 1961–1991 describieron la participación de Dylan en No Reason to Cry: «Dylan se dejó caer por ahí, viviendo en una tienda de campaña al final del jardín. Solía entrar en el estudio para ver qué pasaba. Dylan ofreció su por entonces nueva canción "Seven Days" a Clapton. Clapton la dejó de lado, pero Ron Wood recogió la oferta y la publicó en su tercer álbum en solitario, Gimme Some Neck». Por otra parte, la canción «Innocent Times» fue interpretada por Marcus Levy, quien compartió la voz con Clapton en «Hungry». El álbum también contó con la participación de coristas femeninas como Yvonne Elliman, que figura en los agradecimientos de la contraportada.

## Recepción
No Reason to Cry fue uno de los álbumes más exitosos de Clapton a nivel internacional durante la década de 1970. Alcanzó el top 30 en siete países, llegando al top 10 en el Reino Unido y en los Países Bajos, donde alcanzaron los puestos ocho y nueve respectivamente. Además, fue certificado disco de plata por la British Phonographic Industry (BPI) al superar las 60 000 copias vendidas en el Reino Unido. En Noruega y en los Estados Unidos, No Reason to Cry llegó a los puestos 13 y 15 respectivamente, convirtiéndose en uno de los pocos discos de Clapton en obtener un top 20 en la lista Billboard 200. En el caso de Japón, No Reason to Cry vendió más de 35 000 copias y llegó al puesto once en la lista elaborada por Oricon.

## Lista de canciones
| N.º   | Título               | Escritor(es)                | Duración |  |
| 1.    | «Beautiful Thing»    | Rick Danko · Richard Manuel | 4:27     |  |
| 2.    | «Carnival»           | Eric Clapton                | 3:45     |  |
| 3.    | «Sign Language»      | Bob Dylan                   | 3:00     |  |
| 4.    | «County Jail Blues»  | Alfred Fields               | 4:01     |  |
| 5.    | «All Our Past Times» | Eric Clapton · Rick Danko   | 4:41     |  |
| 6.    | «Hello Old Friend»   | Eric Clapton                | 3:37     |  |
| 7.    | «Double Trouble»     | Otis Rush                   | 4:24     |  |
| 8.    | «Innocent Times»     | Eric Clapton · Marcy Levy   | 4:12     |  |
| 9.    | «Hungry»             | Marcy Levy · Dicky Simms    | 4:40     |  |
| 10.   | «Black Summer Rain»  | Eric Clapton                | 4:56     |  |
| 45:59 |                      |                             |          |  |

| Temas extra (reedición de 1990) |              |               |          |  |
| N.º                             | Título       | Escritor(es)  | Duración |  |
| 11.                             | «Last Night» | Walter Jacobs | 4:52     |  |
| 50:51                           |              |               |          |  |

## Personal
La siguiente lista de personal figura en las notas del álbum aunque sin especificar qué instrumentos tocó cada músico.
| - Bob Dylan - Ron Wood - Rick Danko - Richard Manuel - Robbie Robertson - Georgie Fame - Ed Anderson - Aggie - Brains Bradley - Jesse Ed Davis - Terry Danko - Bob Ellis - Connie - Konrad Kramer | - Yvonne Elliman - Geoffrey Harrison - Levon Helm - Garth Hudson - Marcy Levy - Nello - Jamie Oldaker - Albhy Galuten - Dick Simms - Nat Jeffery - Ralph Moss - Dick La Palm - Dread Lever - Billy Preston | - Chris Jagger - Carl Radle - Sergio Pastora Rodríguez - Wilton Spears - Dominic Lumetta - Sandy Castle - George Terry - Rob Fraboni - Larry Samuals - Mick Turner - Wah Wah Watson - Pete & All at Shangri-La |

## Posición en listas
| Lista (1976)                      | Posición |
| --------------------------------- | -------- |
| Dinamarca (Hitlisten)             | 3        |
| Estados Unidos Billboard 200      | 15       |
| Países Bajos (Album Top 100)      | 9        |
| Nueva Zelanda (Recorded Music NZ) | 18       |
| Noruega (VG-lista)                | 13       |
| Reino Unido (OCC)                 | 8        |
| Suecia (Sverigetopplistan)        | 24       |